# Distrito de Nontron
El distrito de Nontron es un distrito (en francés arrondissement) de Francia, que se localiza en el departamento de Dordoña (en francés Dordogne), de la región de Aquitania. Cuenta con 8 cantones y 80 comunas.

## División territorial

### Cantones
Los cantones del distrito de Nontron son:
1. Cantón de Bussière-Badil
2. Cantón de Champagnac-de-Belair
3. Cantón de Jumilhac-le-Grand
4. Cantón de Lanouaille
5. Cantón de Mareuil
6. Cantón de Nontron
7. Cantón de Saint-Pardoux-la-Rivière
8. Cantón de Thiviers

### Comunas
| 1. Abjat-sur-Bandiat (24001)             | 2. Angoisse (24008)                               | 3. Augignac (24016)                          | 4. Beaussac (24033)                |
| 5. Le Bourdeix (24056)                   | 6. Busserolles (24070)                            | 7. Bussière-Badil (24071)                    | 8. Cantillac (24079)               |
| 9. Chaleix (24095)                       | 10. Champagnac-de-Belair (24096)                  | 11. Champeaux-et-la-Chapelle-Pommier (24099) | 12. Champniers-et-Reilhac (24100)  |
| 13. Champs-Romain (24101)                | 14. La Chapelle-Faucher (24107)                   | 15. La Chapelle-Montmoreau (24111)           | 16. Condat-sur-Trincou (24129)     |
| 17. Connezac (24131)                     | 18. La Coquille (24133)                           | 19. Corgnac-sur-l'Isle (24134)               | 20. Dussac (24158)                 |
| 21. Eyzerac (24171)                      | 22. Firbeix (24180)                               | 23. La Gonterie-Boulouneix (24198)           | 24. Les Graulges (24203)           |
| 25. Hautefaye (24209)                    | 26. Javerlhac-et-la-Chapelle-Saint-Robert (24214) | 27. Jumilhac-le-Grand (24218)                | 28. Lanouaille (24227)             |
| 29. Lempzours (24238)                    | 30. Lussas-et-Nontronneau (24248)                 | 31. Léguillac-de-Cercles (24235)             | 32. Mareuil (24253)                |
| 33. Mialet (24269)                       | 34. Milhac-de-Nontron (24271)                     | 35. Monsec (24283)                           | 36. Nantheuil (24304)              |
| 37. Nanthiat (24305)                     | 38. Nontron (24311)                               | 39. Payzac (24320)                           | 40. Piégut-Pluviers (24328)        |
| 41. Puyrenier (24344)                    | 42. Quinsac (24346)                               | 43. La Rochebeaucourt-et-Argentine (24353)   | 44. Rudeau-Ladosse (24221)         |
| 45. Saint-Barthélemy-de-Bussière (24381) | 46. Saint-Crépin-de-Richemont (24391)             | 47. Saint-Cyr-les-Champagnes (24397)         | 48. Saint-Estèphe (24398)          |
| 49. Saint-Front-la-Rivière (24410)       | 50. Saint-Front-sur-Nizonne (24411)               | 51. Saint-Félix-de-Bourdeilles (24403)       | 52. Saint-Jean-de-Côle (24425)     |
| 53. Saint-Jory-de-Chalais (24428)        | 54. Saint-Martial-de-Valette (24451)              | 55. Saint-Martin-de-Fressengeas (24453)      | 56. Saint-Martin-le-Pin (24458)    |
| 57. Saint-Pancrace (24474)               | 58. Saint-Pardoux-la-Rivière (24479)              | 59. Saint-Paul-la-Roche (24481)              | 60. Saint-Pierre-de-Côle (24485)   |
| 61. Saint-Pierre-de-Frugie (24486)       | 62. Saint-Priest-les-Fougères (24489)             | 63. Saint-Romain-et-Saint-Clément (24496)    | 64. Saint-Saud-Lacoussière (24498) |
| 65. Saint-Sulpice-d'Excideuil (24505)    | 66. Saint-Sulpice-de-Mareuil (24503)              | 67. Sainte-Croix-de-Mareuil (24394)          | 68. Sarlande (24519)               |
| 69. Sarrazac (24522)                     | 70. Savignac-Lédrier (24526)                      | 71. Savignac-de-Nontron (24525)              | 72. Sceau-Saint-Angel (24528)      |
| 73. Soudat (24541)                       | 74. Teyjat (24548)                                | 75. Thiviers (24551)                         | 76. Varaignes (24565)              |
| 77. Vaunac (24567)                       | 78. Vieux-Mareuil (24579)                         | 79. Villars (24582)                          | 80. Étouars (24163)                |